# Middle Island (Houtman Abrolhos)
Pour les articles homonymes, voir Middle Island et Australie-Occidentale.
Middle Island est une des îles les plus grandes des Houtman Abrolhos dans le Pelsaert Group  sur la côté du Mid West en Australie-Occidentale.